# Zygaena purpuralis
Zygaena purpuralis is een vlinder uit de familie bloeddrupjes (Zygaenidae). De wetenschappelijke naam is voor het eerst geldig gepubliceerd in 1763 door Brunnich.
De soort komt voor in Europa.